# Aegires minor
Espèce
Aegires minor, ou Notodoris minor (protonyme), est une espèce de mollusques nudibranches de la famille des Aegiridae.

## Description

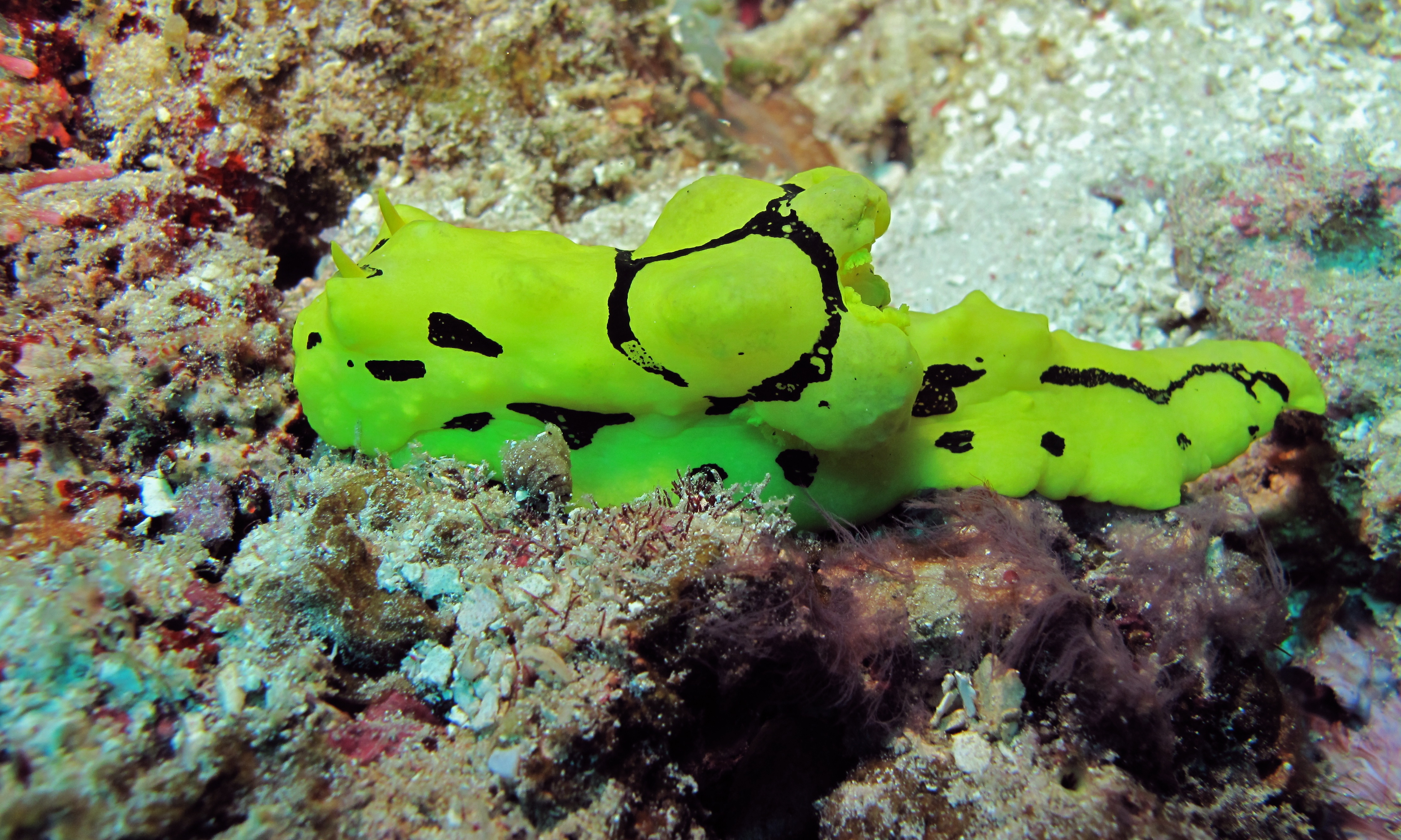
Notodoris minor (Sabah, Malaisie)

Cette espèce peut mesurer plus de 14 cm. 
La couleur dominante du corps de l'animal est jaune vif avec un réseau de traits noirs dont la densité peut varier.
Les branchies se situent au centre de la face dorsale, elles sont généralement jaunes(chez certains individus elles peuvent être pigmentées de noir) et partiellement protégées par trois lobes arrondis. Le corps est rigide et protégé par de petites spicules. Les rhinophores sont lisses, simples, jaunes et rétractiles. 
Notodoris minor peut être aisément confondu avec Notodoris gardineri, dont la teinte du corps peut être également jaune avec du noir sauf que pour ce dernier le noir forme des taches sur le corps et non des lignes.

## Distribution
Cette espèce se rencontre dans la zone tropicale de la zone Indo-ouest Pacifique, de l'archipel des Mascareignes à l'Australie.

## Habitat
Son habitat est la zone récifale externe sur les sommets ou sur les pentes, fréquemment rencontrée entre 3 et 24 m de profondeur.

## Éthologie
Ce Notodoris est benthique et diurne, se déplace à vue sans crainte d'être pris pour une proie.

## Alimentation
Notodoris minor se nourrit principalement, d'après les observations actuelles, d'éponges calcaires de la famille des Leucettidae comme Pericharax heterographis ou Leucetta primigenia.

## Publication originale
- Eliot, 1904 : On some nudibranchs from East Africa and Zanzibar. Proceedings of the Zoological Society of London, p. 83–105.